# Herophila tristis
Herophila tristis је врста инсекта из реда тврдокрилаца (Coleoptera) и породице стрижибуба (Cerambycidae). Сврстана је у потпородицу Lamiinae.

## Распрострањеност
Врста је распрострањена на подручју централне, јужне и југоисточне Европе, Аустрије и Мађарске. У Србији се среће ретко.

## Опис
Тело је црно са смеђим томентом. На пронотуму постоји бочна бодља. Код женке је тело шире, а антене једва прелазе дужину тела. Дужина тела је од 12 до 28 mm.

## Биологија
Животни циклус траје од две до три године. Ларва се развија у сувом дрвету или корену зељастог биља. Слична је врсти Morimus asper, а пошто су обе врсте варијабилне за разликовање је најбоље обратити пажњу на антене. Код ове врсте је први (дебљи) чланак антене приблжно исте дужине као и наредни. Као биљка домаћин среће се врба (Salix), смоква, дуд, топола, брест и трешња. Одрасле јединке се јављају у периоду од марта до јуна.

## Синоними
- Dorcatypus tristis (Linnaeus, 1767)
- Morimus tristis (Linnaeus, 1767)
- Cerambyx adspersus Gmelin, 1790
- Dorcatypus beieri Breuning, 1942